# كوكة القبلية (دوعن)
'

تعديل مصدري - تعديل

كوكة القبلية هي إحدى قرى عزلة صيف بمديرية دوعن التابعة لمحافظة حضرموت، بلغ تعداد سكانها 108 نسمة حسب تعداد اليمن لعام 2004.